# Kankaanpää
Kankaanpää är en stad i landskapet Satakunta i Finland. Folkmängden är 12 662, och den totala arealen utgörs av 704,74 km². Folkmängden i Kankaanpää centraltätort uppgick den 31 december 2012 till 7 933 invånare, landarealen utgjordes av 15,02  km² och folktätheten uppgick till 528,2 invånare/ km². Staden ligger 55 kilometer nordost om Björneborg, och 100 kilometer nordväst om Tammerfors.
Kankaanpää stad ingår i Norra Satakunta ekonomiska region.
Kankaanpää stads språkliga status är enspråkig finsk.

## Historia

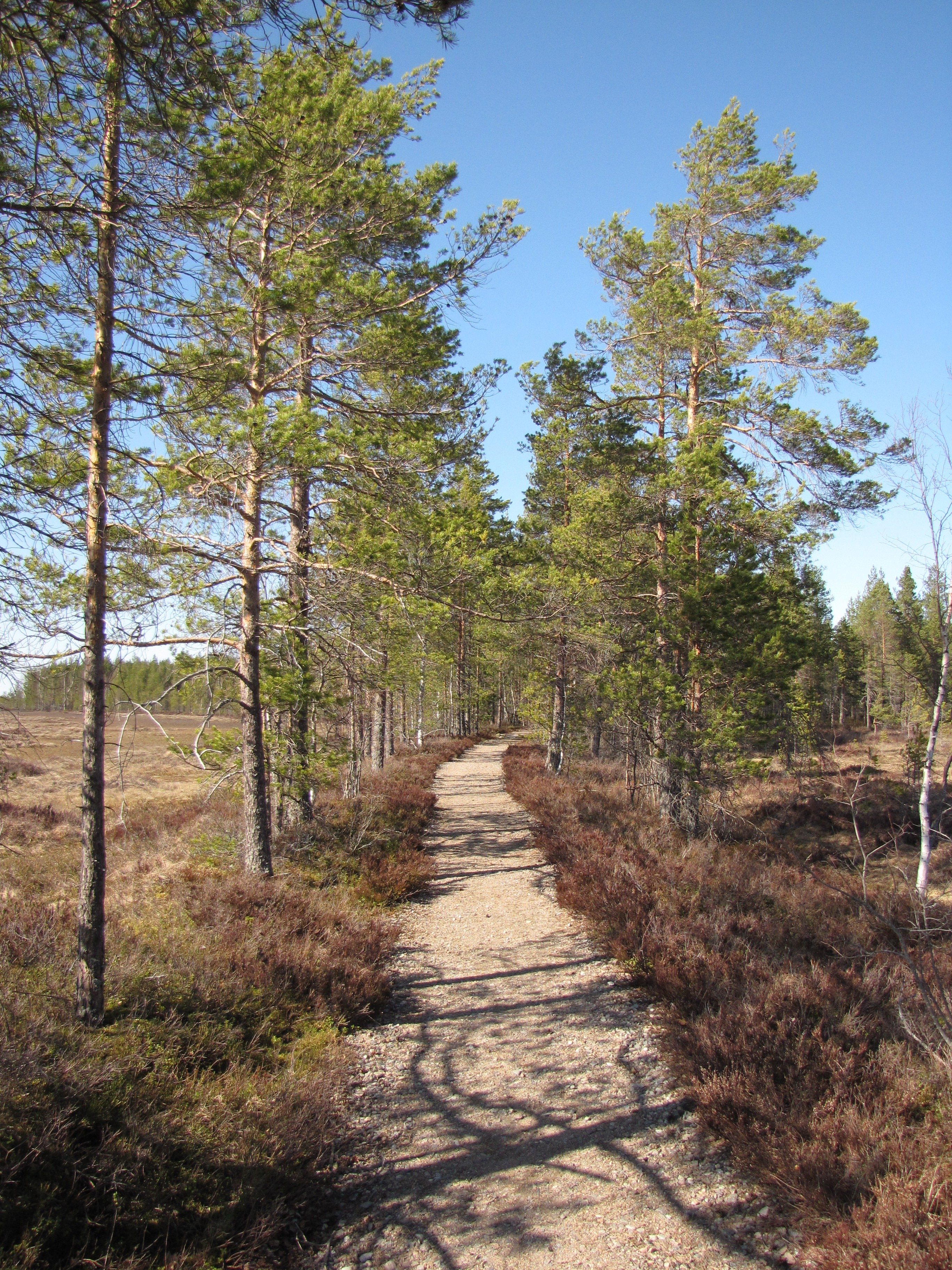
Den medeltida landsvägen, Kyrönkankaantie.

Kankaanpäätrakten har anor från stenåldern. Under nyare tider började folk slå ned sina bopålar här under 1500-talet. De äldsta gårdsnamnen omnämns i dokument på 1560-talet. Det rörde sig om fem gårdar, och fastigheter med samma namn står fortfarande än i dag på i stort sett samma ställen. Kankaanpää noterades i dokumenten under namnet Cancanpä. Landskapets äldsta trafikled (vägnamnet på en gammal karta: Ifrå korsholm ått Taffuestehus genom Eriemarcken) Kyrönkankaantie löpte längs med dessa bygder från Korsholm till Tavastehus. Landsvägen fungerade under tidernas lopp både som militärväg och handelsväg..

### Administrativ historik
Kankaanpää blev självständig kommun år 1865, köping 1967 och omvandlades till stad 1972.
Vid årsskiftet 2021 upplöstes grannkommunen Honkajoki och gick samman med Kankaanpää.

## Militärt förband
Artilleribrigaden är förlagd i Niinisalo by, inom Kankaanpää stad. Det militära förbandet är stadens näst största arbetsgivare efter staden själv.

## Kankaanpää församling

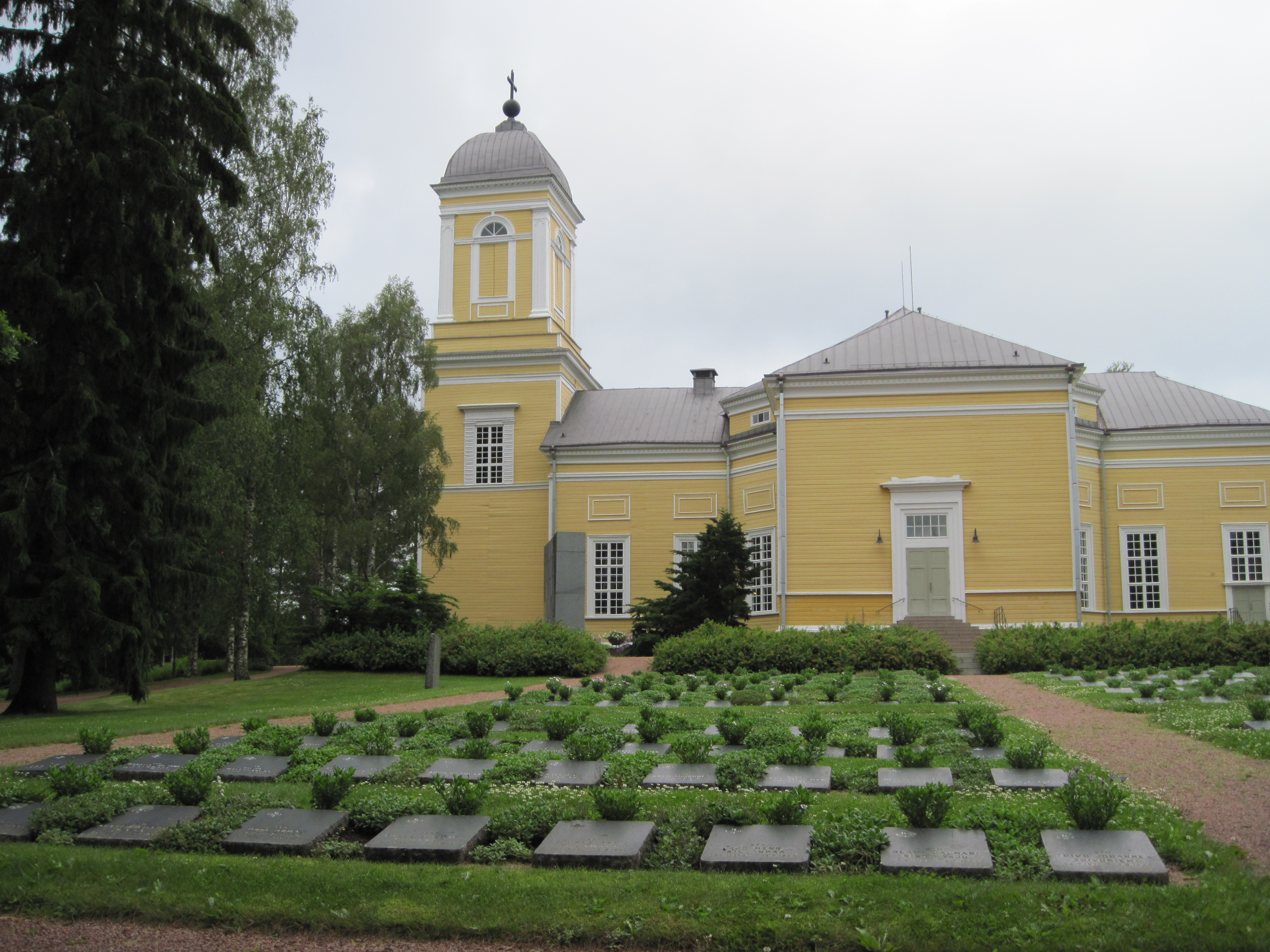
Kankaanpää kyrka med hjältegravarna i förgrunden.

Kankaanpää kapellförsamling grundades 1759, och fick en egen kaplan år 1777. Eget pastorat år 1841. Kankaanpääs moderförsamling var Ikalis församling.
Byar som har tillhört Kankaanpää församling i äldre tider: Ala-Honkajoki, Jämiänkeidas, Kankaanpää, Karhoismaja, Korvaluoma, Kyynärjärvi, Leppäruhka, Luomajärvi, Niinisalo, Taulunoja, Venesjärvi, Veneskoski, Vihteljärvi, Vihusaari och Vuorenmaa.

## Politik

### Mandatfördelning i Kankaanpää stad, valen 1976–2021
| 7 | 8 |  | 2 | 9 |  |  | 6 |

| 6 | 8 | 3 | 10 | 8 |

| 6 | 8 | 4 | 10 | 7 |

| 5 | 9 | 3 | 9 |  | 8 |

| 5 | 9 |  | 2 | 10 |  | 7 |

| 5 | 9 |  | 11 |  | 8 |

| 5 | 8 | 2 |  | 13 |  | 5 |

| 4 | 9 | 2 | 13 |  | 6 |

| 22 | 13 |

| 4 | 7 |  | 5 | 11 |  | 6 |

| 24 | 11 |

| 2 | 6 |  | 10 | 10 |  | 5 |

| 22 | 13 |

| 2 | 7 |  | 9 | 11 |  | 4 |

| 22 | 13 |

| 2 | 5 |  | 12 | 10 |  | 4 |

| 25 | 10 |

## Demografi

### Befolkningsutveckling
| Befolkningsutvecklingen i Kankaanpää stad 1975–2020                                                          | Befolkningsutvecklingen i Kankaanpää stad 1975–2020 | Befolkningsutvecklingen i Kankaanpää stad 1975–2020 | Befolkningsutvecklingen i Kankaanpää stad 1975–2020 | Befolkningsutvecklingen i Kankaanpää stad 1975–2020 |
| --- | --------------------------------------------------- | --------------------------------------------------- | --------------------------------------------------- | --------------------------------------------------- |
| |                                                     |                                                     |                                                     |                                                     |
| År |                                                     |                                                     | Folkmängd                                           |                                                     |
| 1975 | 1975                                                |                                                     | 15 571                                              |                                                     |
| 1980 | 1980                                                |                                                     | 16 075                                              |                                                     |
| 1985 | 1985                                                |                                                     | 16 143                                              |                                                     |
| 1990 | 1990                                                |                                                     | 15 925                                              |                                                     |
| 1995 | 1995                                                |                                                     | 15 786                                              |                                                     |
| 2000 | 2000                                                |                                                     | 15 188                                              |                                                     |
| 2005 | 2005                                                |                                                     | 14 629                                              |                                                     |
| 2010 | 2010                                                |                                                     | 14 013                                              |                                                     |
| 2015 | 2015                                                |                                                     | 13 562                                              |                                                     |
| 2020 | 2020                                                |                                                     | 12 758                                              |                                                     |
| Anm: Uppgifterna avser förhållandena den 31 december nämnda år enligt områdesindelningen den 1 januari 2022. |                                                     |                                                     |                                                     |                                                     |

### Språk
Befolkningen efter språk (modersmål) den 31 december 2022. Finska, svenska och samiska räknas som inhemska språk då de har officiell status i landet. Resten av språken räknas som främmande. För språk med färre än 10 talare är siffran dold av Statistikcentralen på grund av sekretesskäl.
| Språk                        | Talare 2022-12-31 | Talare 2022-12-31 |
| Språk                        | Antal             | Andel (%)         |
| ---------------------------- | ----------------- | ----------------- |
| Hela befolkningen            | 12 528            | 100,0             |
| Inhemska språk totalt        | 11 972            | 95,6              |
| Finska                       | 11 961            | 95,5              |
| Svenska                      | 11                | 0,1               |
| Främmande språk totalt       | 556               | 4,4               |
| Estniska                     | 104               | 0,8               |
| Ukrainska                    | 85                | 0,7               |
| Polska                       | 68                | 0,5               |
| Rumänska                     | 68                | 0,5               |
| Ryska                        | 50                | 0,4               |
| Bulgariska                   | 31                | 0,2               |
| Turkiska                     | 23                | 0,2               |
| Moldaviska                   | 19                | 0,2               |
| Arabiska                     | 15                | 0,1               |
| Kurdiska                     | 13                | 0,1               |
| Thailändska                  | 12                | 0,1               |
| Lettiska                     | 11                | 0,1               |
| Språk med färre än 10 talare | 57                | 0,5               |

|  | Finska (95,5 %) |

|  | Svenska (0,1 %) |

|  | Främmande språk (4,4 %) |

|  | Finska (95,5 %) |

|  | Svenska (0,1 %) |

|  | Främmande språk (4,4 %) |